# Virbia fluminea
Virbia fluminea là một loài bướm đêm thuộc phân họ Arctiinae, họ Erebidae.